# Vlag van Vitebsk (plaats)

Vlag van Vitebsk

De vlag van Vitebsk is sinds 2004 het officiële symbool van de Wit-Russische stad Vitebsk.
De vlag toont het stadswapen aan de voorzijde van een lichtblauw doek dat een hoogte-breedteverhouding van 1:2 heeft. Op de achterzijde van de vlag ontbreekt het wapen.